# Dooabia argomma
Dooabia argomma är en fjärilsart som beskrevs av Louis Beethoven Prout 1932. Dooabia argomma ingår i släktet Dooabia och familjen mätare. Inga underarter finns listade i Catalogue of Life.